# 提塔利克鱼属
提塔利克魚屬是一種已滅絕的早期魚類，生存於泥盆紀晚期，擁有許多類似兩生類的特徵，一些保存良好的化石於2004年在加拿大北部的埃爾斯米爾島被發現。牠是魚類演化成能更適應氧氣含量較低的淺海的一種物種 ，牠們後來逐漸進化成兩生類。
提塔利克魚大約生存於3億7,500萬年前，古生物學家認為牠是魚類（如生存在3億8,000萬年前的潘氏魚）及早期四足類（例如生存於3億6,500萬年前的棘螈與魚石螈）之間的物種。因為提塔利克魚同時具有魚類及兩生類的特徵，所以發現者尼尔·舒宾（Neil Shubin）認為牠屬於四足形類。

## 描述

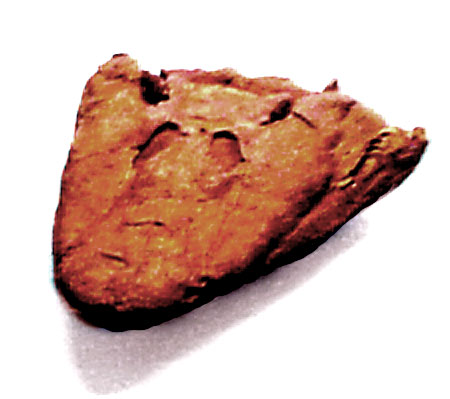
提塔利克魚的骨骼顯示氣孔的通道位於眼睛上方

提塔利克魚被認為是魚類及兩生類之間的物種。與過去許多更類似魚類的化石不同，牠的「鰭」擁有原始的腕骨及單純的趾頭，表示它們可以承受重量。仔細觀察這些接合處顯示提塔利克魚雖然很可能無法使用它們來行走，但是它們可能可以用來支撐身體，就像伏地挺身一樣。前鰭的骨骼顯示出牠們可能擁有許多肌肉組織，這表示牠們擁有發達的肌肉，而且有能力像手腕一樣彎曲。這些類似手腕的特徵可以幫助提塔利克魚在快速移動時穩定身體的底部。
位於頭頂上方的氣孔也是值得注意的特徵，這顯示牠們擁有功能跟腮一樣好的肺臟。提塔利克魚可以在淺海地區使用這個構造，因為這裡溫度較高，導致氧氣含量較低。這種比較進化的構造也促進肋骨朝向更強壯的方向來演化，這是一個陸生生物的關鍵構造。更強壯的肋骨可以讓提塔利克魚的身體在任何時間冒險離開水域。提塔利克魚也缺乏許多魚類擁有的特徵－位於腮附近的骨盤限制頭部的轉動，這也讓牠們成為最早擁有頸部的魚類。這也讓牠們在狩獵時擁有更多的自由，不論是在陸地上或是淺水中。

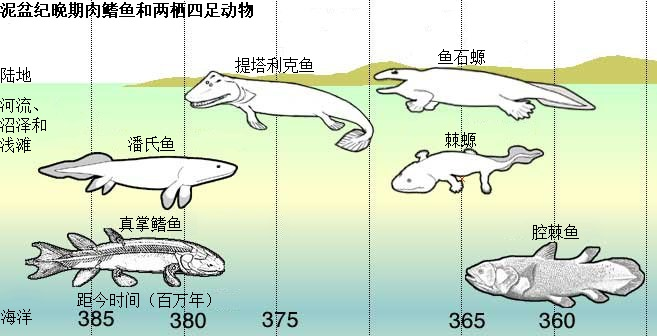
在晚泥盆紀脊椎動物的物種形成，遠洋區肉鰭魚類後代的適應性：
- 潘氏魚（Panderichthys）：適合淤泥淺灘生活。
- 提塔利克魚：有像四肢的鰭，可以走上陸地。
- 棘螈（Acanthostega）：有八趾的腳。
- 魚石螈（Ichthyostega）：有腳。

提塔利克魚是一種過度性化石，牠在四足類生物的地位就像是始祖鳥一樣。牠們證明在許多相當不同的脊椎動物之間存在一種過渡性的物種。生物學家在提塔利克魚身上可以同時發現魚類及兩生類的特徵：
- 魚類
  - 魚鰓
  - 魚膘

- 四足形動物
  - 半魚類半兩生類的肢骨及關節，包括具有功能的腕關節及類似於類的鰭腳

- 兩生類
  - 兩生類的肋骨
  - 兩生類的肺臟
  - 兩生類的頸部

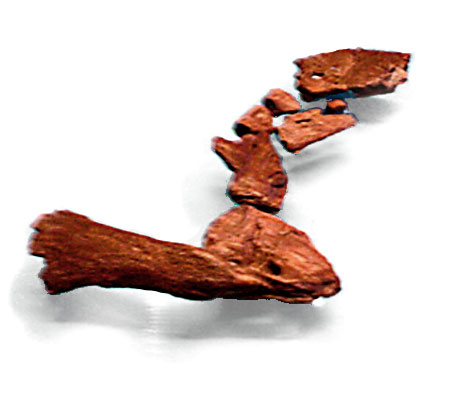
肩膀、肢體及魚鰭

提塔利克魚通常擁有耳鰭魚的特徵，但是牠們的前鰭擁有類似手臂的骨骼結構（包括肩膀、肘及腕），更類似一隻鱷。目前尚未發現後鰭與尾巴化石。提塔利克魚擁有一列銳利的牙齒，牠們的頸部可以獨立於身體來移動，這是其他魚類無法做到的。
提塔利克魚也擁有類似鱷魚的扁平頭骨，眼睛位在頭部的頂端顯示牠們花費許多時間在注意附近的動靜。而牠們肋骨及頸部則類似兩生類，這樣可以支撐身體及益於使用肺部來呼吸。更加先進的顎部則適合用來捕捉獵物，而細小的腮裂縫被認為是呼吸孔，這項特徵在許多動物上則轉變為耳朵。

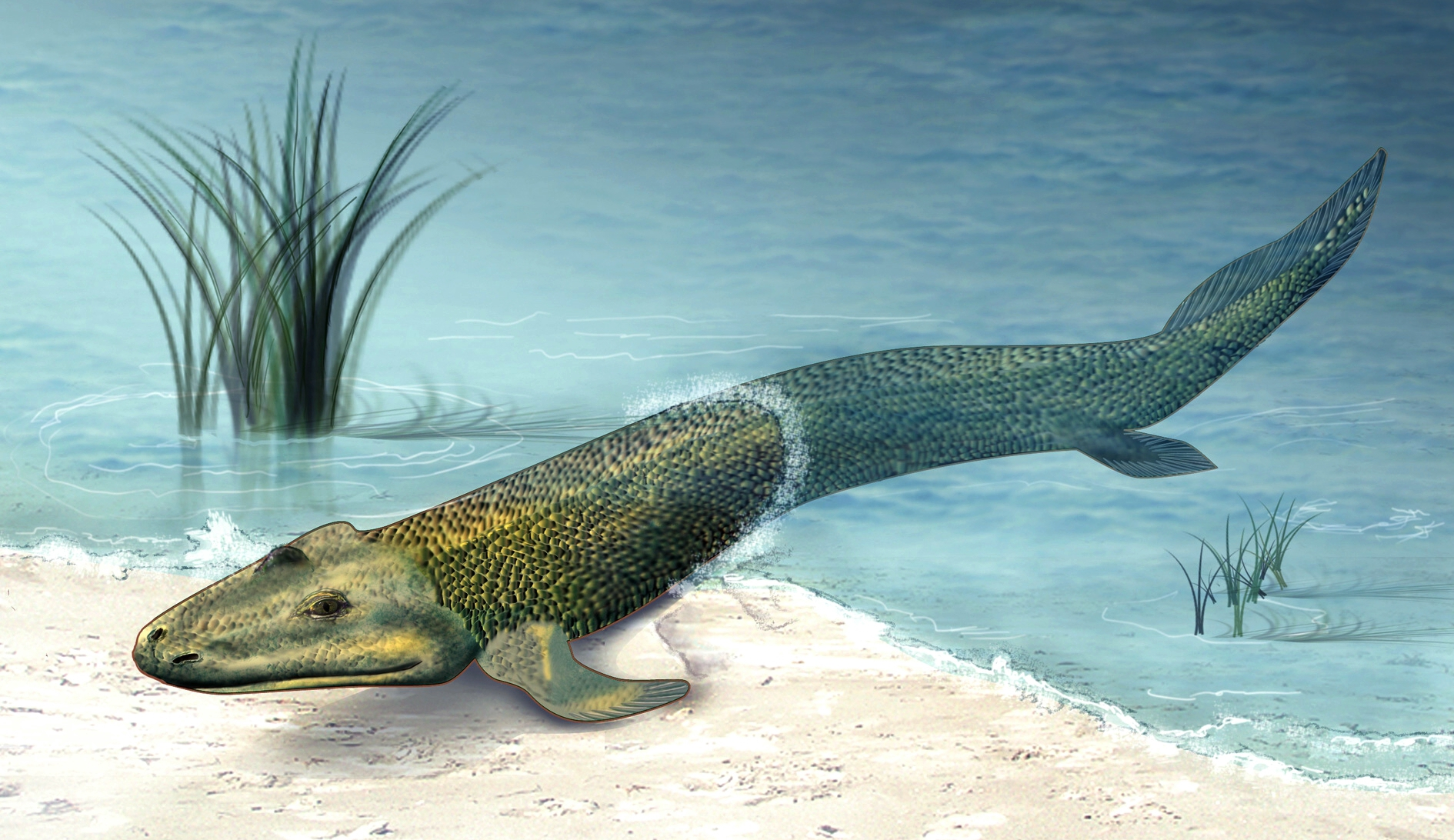
國家科學基金會所製造的提塔利克魚的生活重建圖

提塔利克魚的化石是在「框架地盤」發現的，當時牠沉積在泥盆紀時期靠近赤道的彎曲河流。提塔利克魚的化石顯示牠是一種生活在淺海的底棲區（benthic zone）動物，甚至可以短時間離開水域，而牠的頭骨則可以支撐提塔利克魚身體的重量，無論是在淺海或是陸地上。在這個時代，落葉植物非常繁盛，而每年掉入水中的葉片則吸引小型的生物進入低含氧的淺水地區，而大型魚類在這裡很難自由活動。這個發現顯示提塔利克魚多半可以在河床上彎曲前肢，將身體短暫的推上河岸。
研究團隊的領導人尼尔·舒宾（Neil Shubin）及泰德·德斯科勒（Ted Daeschler）從1999年開始在加拿大北部的埃爾斯米爾島尋找化石：
|                 | 我們提出這種動物是專門生活在淺海地區的假設，也許是沼澤地區，也許是一些池塘。牠們偶爾也許會使用非常特化的鰭來上岸。這是非常重要的一點，這種動物正在發展的特徵最終可以讓動物在陸地上發展。 |
| ——泰德·德斯科勒 | |

提塔利克魚這個名稱是來自因紐特語，意為「江鱈」，這是一種與鱈魚有親緣關係的淡水魚類。這種四足形動物被如此命名是因為一位居住在加拿大努納武特的因努伊特人長者的建議，這裡也是化石的發現地 。
提塔利克魚也是電視紀錄片《動物世界末日》（Animal Armageddon）第2集的主角之一。

## 發現

提塔利克魚化石的發現地

3具提塔利克魚化石於2004年在加拿大北部努納武特埃爾斯米爾島的泥盆紀河床被生物學家發現，而埃爾斯米爾島在提塔利克魚生存的年代都是勞倫大陸一部份，當時位於赤道中央，氣候相當溫暖。
這次發現起因於一位古生物學家注意到提塔利克魚的頭骨突出懸厓，經過進一步的勘察後，發現這些外型奇特的化石可以追溯至3億8,300萬年前。

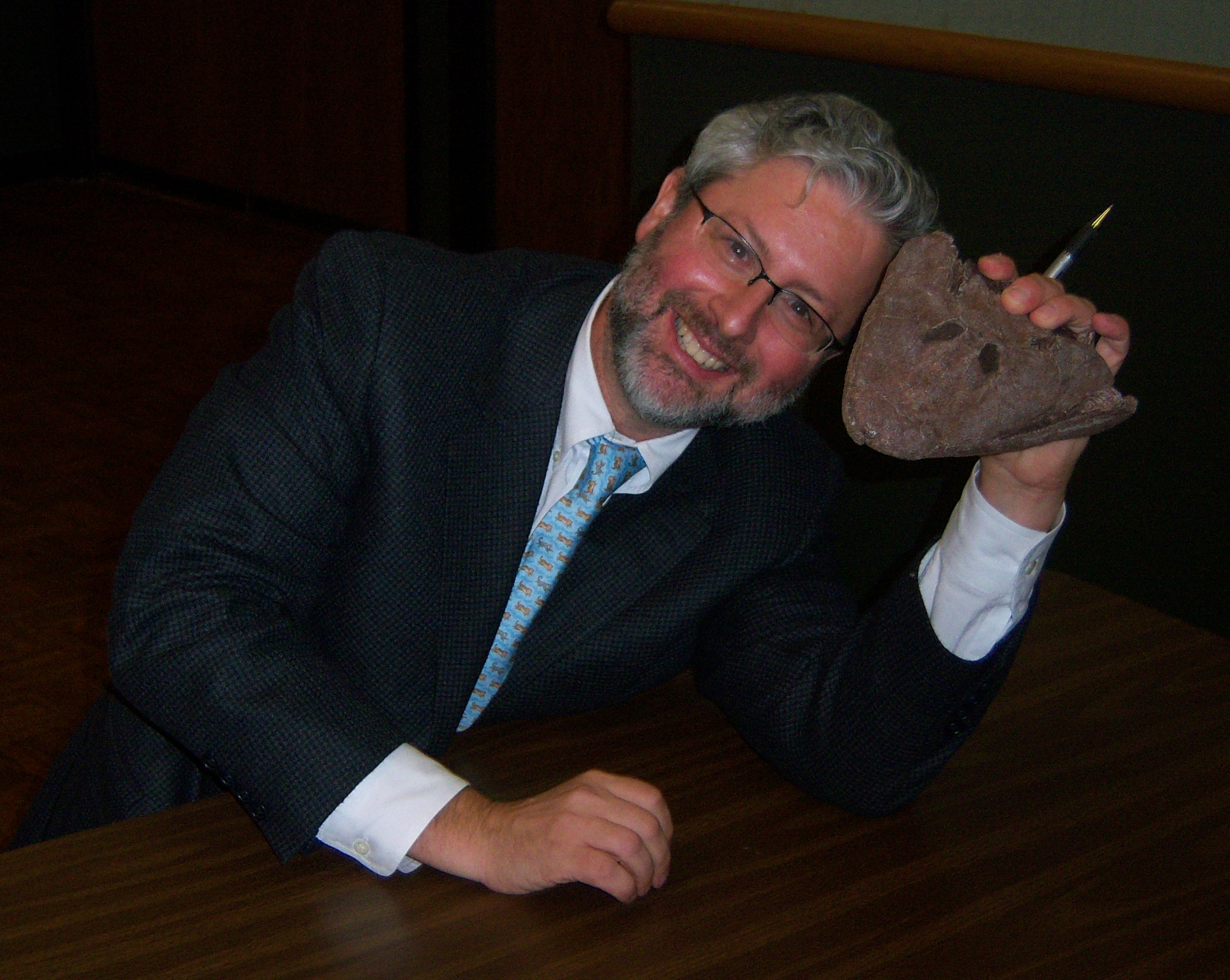
提塔利克魚的其中一位發現人尼尔·舒宾，他手上拿的是提塔利克魚的頭骨

提塔利克魚的發現在2006年4月6日發表於科學期刊《自然》，而且快速的將它認為是一個過渡性生物的經典範例。哥倫比亞大學的兩生類演化專家珍妮佛·艾莉絲·克拉克（Jennifer Alice Clack）說提塔利克魚是「這些其中的一個東西你可以指著說，我告訴你這將會存在，它就在這裡。」
|                | 在努納武特極北的埃爾斯米爾島挖掘5年之後，他們觸碰到有價值的泥土：幾具魚類的化石保存相當完好，牠們的頭骨仍然原封不動。當舒宾的團隊研究這種激發他們興致的物種，發現這些化石確實是他們尋找的失落環節。德斯科勒說：‘我們發現一些東西可以真正將這些差異從中間劃分開來。’ |
| ——《新科學人》 | |

2008年10月6日一篇《自然》文章談到提塔利克魚頭骨內部的細節，研究人員認為這顯示提塔利克魚擁有可以在堅硬地面支撐自身重量及呼吸空氣的構造，這是頭骨演化一個關鍵的改變，促使我們的遠祖可以適應陸地上的生活。

## 外部連結
- University of Chicago website dedicated to the discovery （页面存档备份，存于）
- Interview with Neil Shubin （页面存档备份，存于） on The Inoculated Mind, February 12, 2008.
- Interview with Neil Shubin （页面存档备份，存于） on Tech Nation （页面存档备份，存于） where he discusses the discovery of the Tiktaalik, February 14, 2008.
- YouTube上的Lecture (presentation) by Neil Shubin about the discovery of Tiktaalik
- Fishapod stars in music video （页面存档备份，存于）, Youtube. Accessed on December 27, 2008.